# Öster-Ringsjön
Öster-Ringsjön är en sjö i Bräcke kommun i Jämtland och ingår i Ljungans huvudavrinningsområde. Sjön har en area på 0,86 kvadratkilometer och ligger 283 meter över havet. Sjön avvattnas av vattendraget Lillån.

## Delavrinningsområde
Öster-Ringsjön ingår i det delavrinningsområde (699396-151056) som SMHI kallar för Utloppet av Öster-Ringsjön. Medelhöjden är 353 meter över havet och ytan är 7,88 kvadratkilometer. Räknas de 3 avrinningsområdena uppströms in blir den ackumulerade arean 21,4 kvadratkilometer. Lillån som avvattnar avrinningsområdet har biflödesordning 4, vilket innebär att vattnet flödar genom totalt 4 vattendrag innan det når havet efter 157 kilometer. Avrinningsområdet består mestadels av skog (74 procent). Avrinningsområdet har 0,86 kvadratkilometer vattenytor vilket ger det en sjöprocent på 10,9 procent.